# Park Narodowy Manusela
Park Narodowy Manusela (indonez. Taman Nasional Manusela) znajduje się na wyspie Seram w archipelagu Moluków w Indonezji. Na obszarze parku występuje wiele endemicznych gatunków ptaków. 

## Ekologia
W obrębie parku występują następujące ekosystemy: rafy koralowe, lasy nadbrzeżne, bagna, lasy deszczowe i lasy górskie. Na terenie parku znajduje się również najwyższy szczyt archipelagu Moluków Binaiya.

## Flora i fauna
Wśród roślin rosnących w parku występują m.in. gatunki eukaliptusów, bananowców, mangrowców.
Spośród 118 gatunków ptaków występujących na wyspie Seram, wiele jest endemicznych, w tym nogale moluckie, damy czerwonobrzuche czy kakadu moluckie.